# Oenoptila subfasciata
Oenoptila subfasciata är en fjärilsart som beskrevs av W. Warren 1905. Oenoptila subfasciata ingår i släktet Oenoptila och familjen mätare. Inga underarter finns listade i Catalogue of Life.